# 배드 타이밍
《배드 타이밍》(영어: Bad Timing)은 영국에서 제작된 니컬러스 로그 감독의 1980년 심리 스릴러 드라마 영화이다. 아트 가펑클 등이 출연하였고, 제러미 토머스 등이 제작에 참여하였다.

## 출연진
- 아트 가펑클
- 테리사 러셀
- 하비 카이텔
- 덴홈 엘리엇
- 대니얼 매시
- 유진 리핀스키

## 기타 제작진
- 협력 제작: 팀 밴렐림
- 배역: 설레스티아 폭스
- 미술: 데이비드 브로크허스트
- 의상: 마릿 앨런